# 大马圈遗址
大马圈遗址，位于中华人民共和国云南省保山市施甸县姚关镇姚关街西火星山腰岩厦下的一个旧石器时代遗址。

## 特点
1987年，大马圈遗址开始进行清理调查，厦下已无文化层堆积。出土和采集打制单平面手锤、砍斫器等石器20余件，以及骨锥1件，还出土灰烬与烧骨残骸，属全新世早期。
该遗址与附近的塘子沟遗址、保山板桥龙王塘遗址、施甸姚关火星山大岩房遗址、老虎洞遗址、万仞岗遗址等发现距离相近，根据考古鉴定同属于旧石器时代晚期，并存在明显的亲缘关系，应该是古代濮人的先民。